# Plataforma d'Unitat Socialista del Kurdistan
Plataforma d'Unitat Socialista del Kurdistan fou un grup polític kurd de Turquia fundat el 1994/1995. Es va formar per la unió de quatre organitzacions (una de les quals, el YEKBÛN, era al seu torn resultat de la unió de tres organitzacions més):
- Alliberadors Nacionals del Kurdistan-RNK (Kurdistan Ulusal Kurtulusculari-RNK, anagrama KUK-RNK)
- Partit Revolucionari-Kawa
- Tekosina Sosyalist
- YEKBÛN

El juliol de 1998 es va dissoldre després d'una reunió a Alemanya i el comitè central del YEKBÛN resident a Suècia, va decidir formar una nova organització per dur a terme la lluita armada contra el govern turc, el Partit Revolucionari del Kurdistan, que mai no ha dut a terme una lluita armada contra el govern turc i ha estat només un partit polític.